# Megakles (Archon)
Der Athener Megakles (altgriechisch Μεγακλῆς Megaklḗs) (2. Hälfte 7. Jahrhundert v. Chr.) war ein Staatsmann aus dem Geschlecht der Alkmaioniden. Er war Vater des Alkmaion, des ersten athenischen Siegers im olympischen Wagenrennen, und Großvater des Megakles, dem Vater des Kleisthenes. 
Megakles war 636 oder 632 v. Chr. als Archon von Athen an der Niederschlagung des Kylon, der einen Staatsstreich versucht hatte, beteiligt und stiftete zur Niedermetzelung der Anhänger Kylons, die sich bereits ergeben hatten, an. Wegen dieses Verbrechens wurde er von Myron aus Phlya angeklagt und von einem Gericht aus 300 Vertretern der führenden Geschlechter Athens samt seinen Angehörigen zur Verbannung verurteilt, die verstorbenen Mitglieder der Familie wurden aus ihren Gräbern entfernt.
Die dadurch auf das Geschlecht der Alkmaioniden geladene Schuld wurde durch die vorübergehende Verbannung zwar gesühnt, hing aber auch nach mehr als 200 Jahren den Alkmaioniden an und wurde als politische Waffe gegen sie eingesetzt.